# Euproctis boulifa
Euproctis boulifa är en fjärilsart som beskrevs av Dumont 1922. Euproctis boulifa ingår i släktet Euproctis och familjen tofsspinnare. Inga underarter finns listade i Catalogue of Life.